# Nongjianxiang (ort i Kina, Sichuan Sheng, lat 32,18, long 106,52)
Nongjianxiang (kinesiska: 农建) är en ort i Kina. Den ligger i provinsen Sichuan, i den sydvästra delen av landet, omkring 290 kilometer nordost om provinshuvudstaden Chengdu. Antalet invånare är 4 556. Befolkningen består av 2 354 kvinnor och 2 202 män. Barn under 15 år utgör 26,0 %, vuxna 15-64 år 59 %, och äldre över 65 år 14,0 %.
Runt Nongjianxiang är det ganska tätbefolkat, med 172 invånare per kvadratkilometer. Närmaste större samhälle är Mumen, 7,8 km söder om Nongjianxiang. I omgivningarna runt Nongjianxiang växer i huvudsak blandskog.
Genomsnittlig årsnederbörd är 1 375 millimeter. Den regnigaste månaden är juli, med i genomsnitt 309 mm nederbörd, och den torraste är december, med 3 mm nederbörd.